# 헨리 마틴 로버트
헨리 마틴 로버트(Henry Martyn Robert, 1837년 5월 2일 ~ 1923년 5월 11일)은 미국의 군인, 작가이다. 그는 의회 운영 절차를 설명하는 로버트 토의절차 규칙이라는 책을 저술하였다.
그는 사우스캐롤라이나주에서 태어났지만 아버지가 노예제도를 반대하는 계기로 오하이오주로 이사갔다. 그의 아버지 조셉 토마스 로버트 목사(Reverend Joseph Thomas Robert)는 모어하우스 대학교의 총장으로 있었으며 그의 이름으로 지은 학생 숙소가 있다. 로버트는 추천으로 미국 육군사관학교에 입학하여 1857년에 4등으로 졸업하였다. 그는 공병이 되었다.